# Trajanove terme
Trajanove terme so bile mogočne terme, kopališki in rekreacijski kompleks, zgrajen v antičnem Rimu od leta 104. in odprte po kalendeju julija leta 109. Po naročilu cesarja Trajana je kompleks kopališč zasedel prostor na južni strani Oppianskega gričal na obrobju tega, kar je bilo takrat glavno razvito območje mesta, čeprav je vedno znotraj meje Servijevega zidu. Arhitekt kompleksa naj bi bil Apolodor iz Damaska . Kopeli so se uporabljale predvsem kot rekreacijski in socialni center, ki so ga rimski državljani, tako moški kot ženske, uporabljali šele v začetku 5. stoletja. Zdi se, da je bil kompleks kmalu zatem zapuščen, saj je pred severovzhodno eksedro najdeno pokopališče iz 5. stoletja (ki je ostalo v uporabi do 7. stoletja). V času ko so Ostrogoti oblegali Rim v letu 537, terme torej niso bili več v uporabi; z uničenjem rimskih akvaduktov so bile vse terme opuščene, tako kot je bil celoten Mons Oppius zdaj brez vode . Zgodnji krščanski pisatelji so ostanke nepravilno imenovali Domicijanove terme. 

## Lega
Pred izgradnjo term je njihovo lokacijo na zavzela bogato okrašena Neronova palača Domus Aurea. Po Neronovem samomoru so se kasnejši cesarji Vespazijan, Tit Flavij in Domicijan odločili zgraditi čeznjo druge oblike arhitektur. Cesar Trajan je prekril del tega območja s ploščadjo, na kateri so bile zgrajene terme. Postale so model za kopališke komplekse, zgrajene po vsem rimskem svetu v času cesarstva.
Terme so bile postavljene na Oppianskem griču, južnem podaljšku Eskvilina. Kompleks je bil zgrajen na ploščadi nad Neronovo palačo, po starih rimskih standardih pa je obsegal približno 330 krat 340 metrov. Kompleks je ležal na osi severovzhod-jugozahod, glavna stavba je bila pritrjena na severovzhodno steno. To je bilo v nasprotju z bolj razširjeno osjo sever-jug mnogih zgradb v bližini. Nekateri menijo, da so arhitekti izbrali to neortodoksno usmerjenost, da bi zmanjšali izpostavljenost kopalcev vetru, hkrati pa maksimizirali izpostavljenost soncu.
Znotraj kompleksa je bila stavba obdana z veliko travnato površino. Terme so sestavljali bazeni,  tepidarium (toplo območje in domnevno prvo sobo v kopališču), caldarium (vroči bazen in suho območje, ki je podobno savni), frigidarium (hladni bazeni, ki so se uporabljali po prej omenjenih ), pa tudi gimnazijo in apoditerio (garderobe). Poleg objektov kopališča, ki jih je uporabljala javnost, je obstajal sistem podzemnih prehodov in struktur, ki so jih uporabljali sužnji in delavci za servisiranje in vzdrževanje objektov. Tudi pod zemljo, je masivna cisterna, ki je preživela do danes kot Sette sale - sedem sob, ki je shranjevala veliko vode potrebne za terme. Zmogljivost shranjevanja je bila najmanj 8 milijonov litrov. Na vzhodni in zahodni strani stavbe je bilo tudi več ekseder. Po arheoloških analizah, izvedenih po izkopavanju leta 1997, se domneva, da je vsaj ena od teh ekseder služila kot nekakšna knjižnica in prostor za shranjevanje rokopisov in zvitkov.

## Freska mesta in mozaik
Arheološka izkopavanja iz leta 1997 so prav tako privedla do odkritja velike (približno 10 kvadratnih metrov) velike freske s ptičje perspektive videnega obzidanega pristaniškega mesta, edinstvenega preživelega takega predmeta, v zakopani galeriji ali cryptoportiku pod kopelmi, ki so bile zgrajene že pred leti, vendar po Neronovi Domus Aurea. Ali gre za prestavitev dejanskega pristanišča ali idealizirano, ostaja odprto vprašanje. 
Poleg tega je bilo julija 2011 objavljeno odkritje 16 m mozaika, ki ga je bilo treba še izkopati, kar naj bi bil Musaeum, prostor, posvečen boginjam, ki navdihujejo ustvarjanje umetnosti, in vključuje nimfej (vodnjak), ki je bil zakopana za izgradnjo zgoraj navedenih term. Manjka del kock (tesserae), ki so jih odstranili Trajanovi delavci in ponovno uporabili v novi konstrukciji. Dosedanje sestavine mozaika vključujejo:
- Apolon, grški bog glasbe, poezije, prerokbe, svetlobe in zdravljenja in vodja muz
- Kapiteli in stebri, okrašeni z rastlinskimi girlandami
- več muz.

Prav tako je bil odkrit v bližini še en mozaik, ki prikazuje obiranje grozdja. 